# Kyusaku Ogino

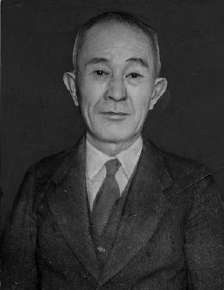
Kyūsaku Ogino (1924)

Kyusaku Ogino (Japans: 荻野 久作, Ogino Kyūsaku) (Shimokawa, 25 maart 1882 - Niigata, 1 januari 1975 ) was een Japans gynaecoloog die bekend werd door zijn onderzoek aan periodieke onthouding, mede naar hem wel Knaus-Ogino-methode genoemd.